# 光照上网技术
光照上网技术（又称灯光上网技术，英文全称：Light Fidelity），是利用可见光通讯技术（VLC）来实现互联网的信息传输。通俗地說，光照上网技术就是以各种可见光源作为信号发射源，通过控制器控制灯光的通断，从而控制光源和终端接收器之间的通讯。
它具有高带宽（其带宽是WIFI的1万倍）、高安全性（室内电脑、移动终端信息不会泄露到室外）、直覺性（人眼可見）、节能易推廣（結合至常見的LED各式燈具）等特点。尽管Li-Fi灯泡必须保持打开状态才能传输数据，但是灯泡也可以调暗至人眼看不到的程度，却仍然能够运行。

## 历史

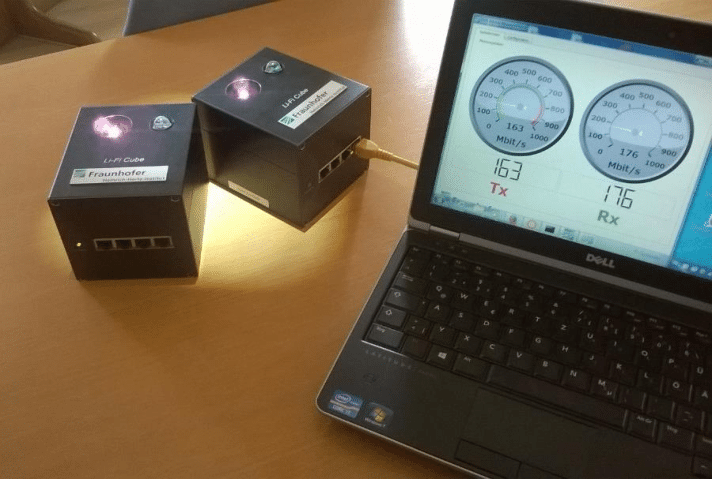
Li-Fi模組

早在2008年英国爱丁堡大学的教授哈罗德·哈斯（Harald Hass）就开始了可见光通讯研究，2011年10月，哈罗德·哈斯教授在当年的全球科技娱乐设计大会（TED Global）上首次公开提出Li-Fi这一概念，并在2012年成立了PureLiFi （又称PureVLC）公司，成功实现了利用光传输数据的技术。2013年开始商业化第一步——由哈罗德·哈斯担任首席科学官的pureVLC公司以5000英镑的价格向一家美国医疗卫生供应商出售了第一台LiFi设备。

## 技术优劣

### 优势
高带宽：Li-Fi所使用的可见光频段、频谱范围非常宽，所以Li-Fi的单个数据信道的带宽就可以很高，也可以容纳更多的信道作并行传输，从而让整个传输速度大幅度的提升。從結果上而言可以達到傳統WIFI的100倍速度（WIFI方面的速度以韓國所保持的截止至2011年的世界紀錄為準）
节能：目前广泛应用的蜂窝网络、WIFI设备都存在着发热量大及能量转化率低的问题。比如蜂窝网络基站内的设备，其频率不高，但其能量转化率不足一成，其余九成多的能量都转化成热量，還需要引入冷却设备以保持正常运行，更增大了耗電量。而Li-Fi就没有这个问题，极低的发热量使其不需要冷却设备也能稳定运行，LED相對於傳統燈泡非常節能。
容易操作：與無線電波不同，只要通過調整燈罩的方向即可調整目標區域，可以直接看到數據傳送的路線是否清晰。
高安全性：光无法穿墙传输信号，也就意味着它的安全性很强，像WIFI使用中所出现的“蹭网”现象，就可以有效避免。同时Li-Fi的上行和下行信道是独立运行的，黑客的裝置必须处在同一个房间之中打開燈具，并侵入两个信道才能完成一次真正意义上的攻击，這在現實中幾乎無法不被察覺或追緝。

### 劣势
因為光無法繞射穿牆，相比於一個家庭可以有一個WIFI路由器來供應全家的WIFI，Li-Fi必須要每個家庭成員的房間附近都有一個正在運行的Li-Fi裝置，不過這問題較小，可以用一些常見設備共用，例如燈泡。故主要是傳輸距離有限，正由于这种Li-Fi技術的局限性，包括若燈光被阻擋或光源一旦消失，网络信號將被切斷。
由於Li-Fi的有效範圍較小，和電話信號、WIFI等可以藉由人造衛星覆蓋全球的技術不同，部分地區將會難以使用。
另外，这类光通信都是属于单向传送通路，如果实现正式的上网，需要一对通路来构成双向通信。

## 802.11bb
2023年7月，IEEE發布了基光網路的802.11bb標準，旨在為Li-Fi市場提供一個中立的標準。

## 参看
- 可見光通訊